# Нордкін (мис)
71°08′02″ пн. ш. 27°39′39″ сх. д. / 71.13389° пн. ш. 27.66083° сх. д.
Кінароден (норв. Kinnarodden, у т.ч. бук. Kinnarodden, нюн. Kinnarodden, півн.-саам. Gidnegeahči) — мис  на півострові Нордкін в Норвегії, крайня північна континентальна точка Європи.

## Географія
Мис являє собою скелю, край півострова Нордкін. Геологічно складається з кварцевих пісковиків, висота — до 234 м. Баренцове море біля берегів не замерзає.
Рослинність типова для тундри.
На захід від Нордкіна розташований острів Магероя та миси Нордкап і Кнівшелльодден, оголошені північними точками Європи (не ввраховуючи віддалених архіпелагів Шпіцберген, Земля Франца-Йосипа і Нова Земля).
Адміністративно мис відноситься до фюльке Фіннмарк.